# Roman Dmitriev
Roman Dmitriev (n. 7 martie 1949, Besteahski nasleg⁠(d), Jiganski raion⁠(d), RSFS Rusă, URSS – d. 11 februarie 2010, Moscova, Rusia) a fost un politician rus și fost luptător ce a reprezentat URSS, medaliat olimpic. A participat la 2 ediții ale Jocurilor Olimpice (1972, 1976) în care a câștigat o medalie de aur și o medalie de argint.